# Patras
Patras (grško Πάτρα, izg. Pátra, starogrško Πάτραι, izg. Pátrai, latinsko Patrae), je tretje največje grško urbano središče in glavno mesto prefekture Ahaja. Nahaja se na severnem delu polotoka Peloponeza. Mesto je bilo zgrajeno ob vznožju gore Panachaikon, s pogledom na istoimenski zaliv. Območje mesta je konurbacija z 213.984 prebivalci. Mesto ima mediteransko podnebje, z relativno vročimi in suhimi poletji in milimi zimami.
Mesto je ime dobilo po mitološkem junaku Patreasu, potomcu Lakademnona, ustanovitelja Sparte.

## Geografski položaj
Patras je glavno mesto pokrajine Ahaje in se nahaja 215 km zahodno od Aten ter  134 km zahodno od Korinta, na skrajnem severnem delu polotoka Peloponez, v bližini kraja, kjer se polotok v zalivu Patras najbolj približa celinski Grčiji, poleg ožine Rio-Antirio (7 km). Od ožine dalje se med celinsko Grčijo in Peloponezom zajeda Korintski zaliv.
Obalni pas Patrasa ni širok, že v bližini morja se dvigujejo pobočja gore Panachaikon (1.926 m). Zaradi tega je mesto razdeljeno na dva nivoja, ki sta med seboj povezana s stopnicami. Starejši, višji del mesta s trdnjavo se nahaja na dvignjenem platoju, novejši del mesta pa je bil v poslednjih dvesto letih zgrajen na nekdaj močvirnatem terenu ob morju. Mesto se razteza ob zalivu v dolžini 25 km, delijo ga reke Glafkos, Haradros in Meilichos, ki tečejo z gore Panachaikon.

## Zgodovina
Naselbina je na tem kraju obstojala že pred več tritisoč leti. 
Večje naselje se je na kraju današnjega Patrasa pojavilo v obdobju Mikenske civilizacije (1580. -1100. pr. n. št.), vendar ni imelo večje vloge v stari Grčiji.
Po letu 280. pr. n. št. in pred rimsko osvojitvijo Grčije, je imel Patras pomembno vlogo pri ustanovitvi t. i. "Ahajske zveze". Kasneje, po rimski zasedbi Grčije leta 146. pr. n. št., je Patras pridobil na pomenu, rimski cesar August pa je osnoval kolonijo na področju današnjega mesta. V rimskih časih je bil Patras svetovljanski center vzhodnega dela Sredozemlja, pomemben zgodnjekrščanski center in mesto, od koder se je širila krščanska vera.  Po krščanskem verovanju je v mestu deloval in umrl mučeniške smrti na križu apostol Andrej. 
Večji del srednjega veka je bil Patras relativno pomembno mesto znotraj bizantinske države, z razvito obrtjo in trgovino. Bil je tudi pomembno pristanišče na jugozahodu cesarstva.
Leta 1204 so Patras zavzeli križarji med četrto križarsko vojno, kot tudi večji del Bizantinskega cesarstva in na tem delu Peloponeza osnovali Principat Ahaja. Leta 1408 postane Patras del Beneške republike, z njim upravlja nadškof v imenu papeža vse do leta 1430, ko je za kratek čas ponovno v rokah oslabljenega Bizanca.
Turško cesarstvo je zavzelo Patras leta 1458 pod sultanom Mehmedom II. Mesto dobi novo ime Balijadabra, od grške oblike imena Παλαιά Πάτρα (Palaja Patra). Kljub nekaterim trgovskim privilegijem, ki ga je mestu podelil sultan Mehmet II., je Patras polagoma nazadoval. Posebej sta ga poškodovali beneška in genovska mornarica med svojimi spopadi v 15. in 16. stoletju. V Patrasu se je pričela grška nacionalna vstaja leta 1821. Močna turška posadka je v mestu in trdnjavi ostala do leta 1828, ko je mesto zavzel francoski ekspedicijski korpus, pod vodstvom generala Maisona.
Kmalu po osvoboditvi je Patras je postal drugo najpomembnejše mesto novostanovljene Kraljevine Grčije, predvsem po zaslugi pomembnosti svojega pristanišča. V začetku 20. stoletja Patras slovi kot najmodernejše grško mesto, zaradi uvedbe elektičnega tramvaja in električne javne razsvetljave. Takrat so v mestu zgradili tudi številne javne in privatne zgradbe v klasicističnem slogu.
Po Grško-turški vojni leta 1923 so se v mestu naselili številni grški begunci iz Male Azije, zaradi česar se je mesto hitro povečalo, tudi na račun masovne "črne" gradnje. Na začetku II. svetovne vojne, je bil Patras cilj italijanskih letalskih napadov, ki so močno poškodovali mesto.

## Promet
Patras je od nekdaj eno najpomembnejših grških pristanišč, s pomorskimi povezavami z vzhodnoitalijanskimi lukami ter Jonskimi otoki, Kefalonijo, Itako in Krfom. Patras predstavlja grška vrata na zahod, je tudi vozlišče trgovine in povezav z Italijo in preostalo Zahodno Evropo. 
Pristanišče se danes nahaja v središču mesta, kar omejuje nadaljnji razvoj tako Patrasa kot pomorskega prometa. Zaradi tega gradijo novo pristanišče v jugozahodnem delu mesta, ki naj bi zamenjalo staro.
Do Patrasa vodi moderna avtocesta iz Aten, ki nekaj kilometrov pred mestom zavije proti severu in prečka ožino do celinske Grčije po velikem mostu  Rio-Antirio, (zgrajenem leta 2004). 
Letališče Araxos je od Patrasa oddaljeno okoli 40 km.

## Gospodarstvo
Patras je že od ustanovitve kraljevine Grčije pomemben industrijski center zahodnega dela države. 
V zadnjih desetletjih se v mestu dogajajo velike spremembe v gospodarski strukturi, povečujejo se storitvene dejavnosti: trgovina, promet, gostinstvo, turizem, medtem ko se tradicionalna industrija (večinoma prehrambena in tekstilna) postopno seli iz mesta. V Patrasu so velike regionalne polnilnice pijač (Coca-Cola, Heineken). V zadnjem času se razvija farmacevtska industrija: CBL , Vianex...
V mestu deluje velika cementarna (Titan Cement) z lastnim pristaniščem v predmestju Psathopyrgos. Na gori Panachaikon nad mestom, s katere je čudovit razgled na Patras, se nahajata trenutno največji vetrni elektrarni Panachaiko I. in Panachaiko II. Arhivirano 2009-01-14 na Wayback Machine. v Grčiji.

## Izobraževanje in znanost
V mestu delujeta dve univerzi in tehnološki inštitut z velikim številom študentov: 
- Univerza Patras
- Grška odprta univerza
- TEI Patras (Tehnološki izobraževalni inštitut Patras)

Patras je glavni grški center raziskav in tehnoloških študij.

## Kultura in umetnost
Vsako pomlad v mestu za pusta organizirajo največji karneval Arhivirano 2021-03-15 na Wayback Machine. v Grčiji (z več kot 160 letno tradicijo), ki je eden najbolj barvitih in živahnih v Evropi , ter vključuje tudi mnogo okrašenih satiričnih vozov, ekstravagantnih plesov, nastopajočih mask in povorko, ki jo obišče več tisoč obiskovalcev. Patras slovi tudi po svojem kulturnem dogajanju, upodabljajočih umetnostih in moderni urbani literaturi. Leta 2006 je bil imenovan za Kulturno prestolnico Evrope.

## Mestni plan
Patras je bilo prvo mesto v moderni Grčiji, ki se je razvijalo po izdelanem urbanem načrtu. Januarja 1829 ga je izdelal Stamatis Voulgaris, grški inženir, pripadnik Francoske armade, ter predstavil načrt novega dela mesta Patras županu Kapodistriasu, ki ga je potrdil. Voulgaris je obdržal pravokotno zasnovo urbanega dela Patrasa. Načrt sam je bil razdeljen na dva dela, na zgornje in na spodnje mesto, z različnim izgledom stavb, to zasnovo pa je obdržala tudi njegova dopolnitev iz leta 1858.